# 桃花心木属
桃花心木属（学名：Swietenia）是楝科下的一个属，为乔木植物。该属共有7－8种，分布于美洲热带和亚热带地区和西非等地。

## 分类
本属有3种：
- 墨西哥桃花心木 Swietenia humilis
- 大葉桃花心木 Swietenia macrophylla
- 小葉桃花心木 Swietenia mahagoni

另有一个杂交种：
- 杂交桃花心木 Swietenia × aubrevilleana：亲本是大葉桃花心木及小葉桃花心木。